# Shannon Briggs
Shannon Briggs (ur. 4 grudnia 1971 w Nowym Jorku) – amerykański bokser wagi ciężkiej, były zawodowy mistrz świata organizacji WBO.

## Kariera amatorska
Briggs w 1992 roku był amatorskim mistrzem Stanów Zjednoczonych w kategorii ciężkiej. Rok wcześniej zajął drugie miejsce w Igrzyskach Panamerykańskich, przegrywając w finale z Félixem Savónem.

## Kariera zawodowa
Karierę zawodową rozpoczął w 1992 roku. Wygrał pierwsze 25 walk. Pierwszą porażkę zanotował w marcu 1996 roku, przegrywając przez techniczny nokaut w trzeciej rundzie z dość przeciętnym bokserem Darrollem Wilsonem.
W listopadzie 1997 roku wygrał na punkty decyzją większości z byłym mistrzem świata, blisko 48-letnim George'em Foremanem. Była to ostatnia walka Foremana w karierze.
W następnej walce, w marcu 1998 roku, zmierzył się z Lennoxem Lewisem o mistrzostwo świata organizacji WBC. Pojedynek zakończył się zwycięstwem Lewisa w piątej rundzie.
Jeszcze w tym samym roku znokautował Marcusa Rhode już w pierwszej rundzie, lecz później nastąpił najgorszy okres w jego zawodowej karierze. W jedynej walce w 1999 roku szczęśliwie zremisował z Francois Bothą, prezentując fatalną kondycję i ledwo wytrzymując do końca ostatniej, dziesiątej rundy. Natomiast rok później doznał kompromitującej porażki z bardzo przeciętnym bokserem, Sedreckiem Fieldsem, który przed tym pojedynkiem na osiemnaście stoczonych pojedynków wygrał tylko dziewięć.
Po tej walce Briggs starał się odbudować psychicznie, wygrywając swoje następne pojedynki już w pierwszej rundzie. Jego rywalami byli jednak mniej znani pięściarze.
W kwietniu 2002 roku doznał swojej czwartej porażki – z Jameelem McCline’em. Od tej pory wszystkie swoje walki wygrywał przed czasem, między innymi z byłym mistrzem świata, 44-letnim wówczas Rayem Mercerem.
4 listopada 2006 roku zdobył tytuł mistrza świata organizacji WBO, w niecodziennych okolicznościach pokonując Siergieja Lachowicza. Po jedenastu rundach Briggs przegrywał na punkty u wszystkich trzech sędziów. Jednak w dwunastej rundzie najpierw położył rywala na deski, a po wznowieniu walki znokautował go w taki sposób, że Białorusin wypadł z ringu i znalazł się na stole sędziowskim. Sędzia przerwał walkę na sekundę przed końcem ostatniej, dwunastej rundy. Gdyby Lachowicz dotrwał do końca pojedynku, obroniłby pas mistrzowski.
Briggs stracił tytuł już w swojej pierwszej obronie, w której zmierzył się z Sułtanem Ibragimowem. Pierwotnie walka miała się odbyć 10 marca 2007 roku, ale została przełożona, ponieważ Amerykanin zachorował na zapalenie płuc. Ostatecznie pojedynek odbył się 2 czerwca. Po dwunastu rundach Rosjanin wygrał jednogłośną decyzją na punkty.
16 października 2010 r. jednogłośnie na punkty przegrał walkę o pas mistrza świata federacji WBC z Witalijem Kłyczką. Przez wszystkie 12 rund Briggs nie zdołał nawiązać wyrównanej walki z obrońcą tytułu.
W 2014 powrócił na ring i wygrał w ciągu roku kolejnych sześć walk, m.in. przez nokaut z rodakiem Maurenzem Smithem, Meksykaninem Franciskiem Mirelesem. Jednogłośnie na punkty z Brazylijczykiem Raphaelem Zumbano Lovem oraz z kolejnym Amerykaninem Richardem Carmackem (przez nokaut w listopadzie 2014).
27 marca 2015 w Panamie wygrał przez nokaut w pierwszej rundzie z Węgrem Zoltanym Petranym (51-22, 16 KO).
5 września 2015 na Florydzie znokautował w drugiej rundzie rodaka, Michaela Marrone (21-5, 15 KO).
21 maja 2016 w Londynie pokonał przez techniczny nokaut w pierwszej rundzie Argentyńczyka Emilio Ezequielu Zarate (20-17-3, 11 KO), zanotował sześćdziesiąte zwycięstwo w karierze. Waga Briggsa przed walką wynosiła 113,4 kg.